# Carel Lodewijk de Pagniet
Carel Lodewijk Baron de Pagniet (Nijmegen, 10 juni 1715 - Tiel, 26 maart 1789), heer van Kermestein en IJzendoorn, was een lid van de Staten-Generaal voor Gelderland, burgemeester van Tiel en bewindhebber van de W.I.C. te Amsterdam.

## Familie
Carel Lodewijk de Pagniet was een zoon van Abraham de Pagniet (1662-1724), majoor van het regiment infanterie Friesheim, en Dorothea Henriëtte van Brakell, vrouwe van Kermenstein (1677-1751).
Hij trouwde op 17 september 1750 met Henrietta Margaretha van Haeften, vrouwe tot Wadenoijen (1725-1785), dochter van Barthold van Haeften, heer van Wadenoijen, Ophemert, Zennewijnen en Delwijnen (1692-1772) en Margriet baronesse van Lynden, vrouwe van Hemmen (1700-1761). Zijn zus, Maria Louisa de Pagniet (1720-1766), trouwde met Alexander van Capellen (1713-1772), zij waren de ouders van Jhr. Theodorus Frederik van Capellen (1761-1824).
Het echtpaar kreeg acht kinderen, waaronder:
- Dorothea Henriette Marie-Louise de Pagniet (1751-1836), zij huwde Vincent Maximiliaan baron van Tuyll van Serooskerken.
  - Vincent Johan Reinier van Tuyll van Serooskerken (1792-1840), kolonel der cavalerie, hij huwde Johanna Magdalena Ringeling (1791-1850).
    - Jeanne Cornélie barones van Tuyll van Serooskerken (1822-1890), zij huwde  Jasper Hendrik baron van Zuylen van Nyevelt, heer van de Schaffelaar (1808-1877).
      - Johanna Magdalena Cornelia baronesse van Zuylen van Nievelt, vrouwe van de Schaffelaar (1856-1934) zij huwde Anne Willem Jacob Joost baron van Nagell (1851-1936), landcommandeur van de Ridderlijke Duitsche Orde, Balije van Utrecht.
- Wilhelmina Anna Cornelia de Pagniet (1765-1806), zij huwde Alexander Diederik Baron van Omphal
  - Antonie Frederik Jan Floris Jacob van Omphal (1788-1863), was een luitenant-generaal en buitengewoon adjudant van de koning.

## Loopbaan
Carel Lodewijk de Pagniet begon zijn loopbaan in zijn woonplaats Tiel. In 1749 trad hij toe tot de vroedschap en werd hij schepen. Tot aan zijn graf was hij telkens om en om, schepen of burgemeester van Tiel. Naast zijn politiek carrière werd hij in 1750 bewindhebber van de W.I.C. Dit duurde voort tot 1753. In hetzelfde jaar kocht hij het "Ingensche veer" over van David ten Hove, die het veer in 1750 geërfd had van zijn vader, Melchior ten Hove. In 1786 verkocht De Pagniet het veer aan zijn schoonzoon Vincent Maximiliaan van Tuyll van Serooskerken. Na de aankoop in 1753 is het veer tot 1912 binnen de familie gebleven.
Op 23 augustus 1757 werd De Pagniet benoemd tot drost, richter, dijkgraaf en stadhouder van de vrije heerlijkheid Lede en Oudewaard en de hoge heerlijkheid Lienden.
In 1758 werd hij lid van de admiraliteit te Rotterdam, hiervan bleef hij een jaar lid, waarna hij in 1763 vervolgens lid werd van de admiraliteit te Amsterdam. Hier bleef hij lid tot 1 mei 1765. Ondertussen was hij op 17 november benoemd tot lid van de Staten-Generaal voor Gelderland, van 17 november 1762, wat hij tot 1786 bleef, met een tussenstop in 1763-1765.